# 自由中国抵抗运动
自由中国抵抗运动、自由中国反抗运动:136、138、自由中国运动是美国中情局在1951年至1953年期间，以美军占领下的冲绳为基地，开展针对中华人民共和国的情报活动，负责人蔡文治。
美国国务院与国防部称为“亚洲抵抗运动”。原中華民國陸軍中将、负责人蔡文治开始主事后，称“自由中国运动”。中华民国方面或称“自由中国抵抗运动”。视为广义上的自由中国运动的一部分:136—138。
1951年，美国中情局正式开展“自由中国运动”。美国政府负责全部费用，由美国陆军战备情报部临时费用项目下支给:136。在日本、香港召集网罗人员。他们多是效忠中華民國政府的前中華民國國軍军人或武装人员。
自由中国运动总部最先设于日本东京，后迁往冲绳。总部下辖4个处：总务、情报、作战、后勤。在塞班岛的特务训练基地，设有通讯、作战、干部3所学校。此外，在香港:138等地设有情报站、中途站、前进站等机构。

## 在中国大陆的行动

### 1952年数批在安图县被抓获的人员
1952年9月21日，自由中国运动东北地区委员李军英被空投至吉林省安图县。29日，李军英向当地公安机关自首，供称美国特工组织已向吉林空投四批特工。其中之一，由5名特工组成的“文队”就在延边老岭山地区活动。11月2日，抓获化名文世杰的“文队”队长张载文。此后，“文队”除一人被击毙外，均被抓获。投诚的“文队”电台技师牛松林向中情局发电报称，“李军英已完成全部任务，拟于11月29日23时在三道沟南沟登机返回东京汇报，希派飞机空取[……]”11月26日，回电答复同意。11月29日，解放军东北军区官兵和公安干警在长白山三道沟花砬子设伏。中情局派出的C-47抵达安图县后被攻击、坠毁。驾驶员诺曼·施瓦茨、领航员罗伯特·斯诺迪当场死亡，被安葬于山谷。跳伞逃生的约翰·T·唐尼（当时翻译为约翰·唐奈:32）、理查德·乔治·费克图是中情局驻美国日本厚木间谍训练机构的教官。
1954年11月24日，《人民日报》发布消息：中华人民共和国最高人民法院军事审判庭于11月23日对美国间谍约翰·唐奈、理查德·费克图等人做出刑事判决，唐奈被判无期徒刑，费克图被判有期徒刑20年:32—33。《人民日报》报道后，唐奈、费克图二人与其他美籍间谍案，成与为中华人民共和国政府与美国政府政治攻防的议题。美国国务院发表抗议声明，称唐奈、费克图是美国陆军部在日本雇佣的“文职人员”，美方以为他们在1952年11月从朝鲜飞往日本的一次飞行中死亡。
宣判后，唐奈、费克图二人在同一个监狱服刑。1955年7月30日，中华人民共和国政府在中美大使级会谈前，以服刑期间表现较好为理由，由最高人民法院宣布提前释放阿诺德等11名美国间谍。阿诺德等人与唐奈、费克图二人是同时宣判的“美国间谍”，但不知二人为何不在释放名单中。同年，中华人民共和国政府允许费克图母亲探监。1971年12月，费克图被提前11个月释放。1972年尼克松访华，两人得以回到美国。2002年7月19日，美国国防部派出8人小组来到吉林省安图县，搜寻驾驶员诺曼·施瓦茨、领航员罗伯特·斯诺迪遗骸。

## 结束
1953年8月，美国中情局中止空投行动。后决定解散“自由中国运动”。中情局建议中華民國政府收编原有成员，蔣中正表示同意。蔡文治提出：“自由中国运动”成员回台湾后仍维持原有建制；当局必须承认其为合法政党，享有政党待遇。蔣中正未同意。大部分成员都去到台湾。在香港的成员，由中華民國國防部大陆工作处领导。蔡文治去往美国。

## 文艺作品
- 长春电影制片厂在1957年拍摄的《寂静的山林》，以1952年长春市公安局侦办、自由中国抵抗运动相关的郭长升、吴文蘅案为原型[6]。

## 相关
- 蒋震